# 음지와 양지에 핀다
《음지와 양지에 핀다》(일본어: 陰日向に咲く)는 2006년 1월 겐토샤로부터 간행된 게키단 히토리에 의한 일본 소설이다.
2006년 1월 27일 간행된 게키단 히토리는 이 작품을 통해 소설가로 데뷔했다. 소설에는 다양한 인물이 등장하고, "개그맨이 진심으로 쓴 소설"로써 큰 화제를 모아 총 100만부를 돌파했다. 내용은 6명의 햇빛에 맞지 않은 낙오한 사람들이, 사회 복귀할 때까지의 여정을 그린 옴니버스 (연작) 소설이다.
일본의 권위있는 나오키상의 유력 후보로 거론되며, 수상이 유력시에 있었지만, 아쉽게도 2006년 상반기의 수상 후보에는 지명되지 않았다. 히라카와 유이치로 감독에 의해 실사 영화되어 2008년 1월 26일 일본에서 개봉되었다.

## 영화
2006년 1월 겐토샤로부터 간행된 게키단 히토리의 소설이 원작으로, 영화는 2008년 1월 26일 개봉한 일본의 영화이다.
감독은 영화 《그때는 그에게 안부 전해줘》를 통해, 영화 감독 데뷔를 한 히라카와 유이치로의 2번째 영화이다. 주연은 오카다 준이치, 히로인은 미야자키 아오이. 본작의 원작 소설의 영상화의 저작권을 둘러싸고 수십여개의 영화사가 쟁탈전을 할 정도로 원작 소설은 큰 인기였다.

## 등장 인물
- 오카다 준이치
- 미야자키 아오이
- 이토 아츠시
- 히라야마 아야 (어린 시절: 카토 미츠키)
- 오가와 타마키
- 츠카모토 타카시 (어린 시절: 쿠와시로 타카아키)
- 니시다 토시유키
- 미우라 토모카즈
- 혼다 히로타로
- 키타 토시유키
- 야마모토 류지
- 네기시 토시에
- 이쿠타 토모코
- 호리베 게이스케
- 이케우치 만사쿠
- 토다 마사히로
- 콘도 코엔
- 히라이와 카미

## 제작진
- 감독 : 히라카와 유이치로
- 원작 : 게키단 히토리 《음지와 양지에 핀다》 (겐토샤)
- 각본 : 카네코 아리사
- 음악 : 사와노 히로유키
- 조감독 : 이노우에 유스케
- 프로듀서 : 이치카와 미나미, 오쿠다 세이지
- 기획·제작 : 카와무라 겐키, 사토 타카히로
- 프로듀서 : 히구치 유카
- 라인 프로듀서 : 스즈키 미카
- 촬영 : 나카야마 코이치
- 조명 : 나카스 다케시
- 미술 : 이소다 노리히로
- 제작 : "음지와 양지에 핀다" 제작위원회
- 제작 프로덕션 : 도호 영상 제작부
- 배급 : 도호

## 음악
- 주제가: 케츠메이시 - 〈만남의 조각〉